# Raquel Welch
Raquel Welch (născută Jo Raquel Tejada) (n. 5 septembrie 1940, Chicago, Illinois, SUA – d. 15 februarie 2023, Los Angeles, California, SUA) a fost o actriță americană.

## Date biografice

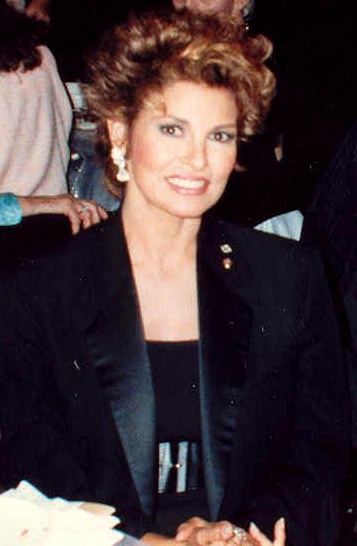
Raquel Welch la Premiile Emmy, ediția 39 (septembrie 1987)

Raquel Welch este fiica unui inginer care provine din Bolivia. Copilăria și-o petrece în California. Urmează cursurile de balet la un High School. În anul 1954 câștigă un concurs de frumusețe, după care va lucra ca fotomodel. Raquel va studia teatru la San Diego State College. În 1958 se va căsători cu James Welch, un prieten din școală, cu care va avea doi copii, Damon și Tahnee Welch (care devine și ea actriță). Familia Welch se va despărți în anul 1964. Din 1963 Welch îl cunoaște pe agentul de presă Patrick Curtis, cu care va întemeia o firmă proprie. Raquel Welch, reușește să încheie un contract cu 20th Century Fox și în 1964 va primi un rol secundar în filmul Regele ritmului fierbinte, în care va juca alături de Elvis Presley. Nu peste mult îi va crește popularitatea prin filmul One Million Years B.C., în care a jucat un rol în care este îmbrăcată sumar, numai într-un costum de baie. Se va recăsători în anul 1967 cu agentul ei Patrick Curtis, de care însă se va despărți în anul 1972. Au urmat în viața ei privată o serie de bărbați ca  Andre Weinfeld (1980–1990) și, în 1999, restauratorul Richard Palmer, cu care va locui în Beverly Hills. Raquel Welch a fost între anii 1960 - 1970 un simbol al sexului în filmele americane și europene. La sfârșitul anilor 1970, actrița se retrage din cinematografie. În anul 1979 poate fi văzută aproape goală în reviste playboy, iar prin anii 1980 produce benzi video de aerobic. Prin 1982 încearcă fără succes să fie cântăreață de musical pe Broadway. Ulterior, în 1990, va juca un rol într-un film comic.

## Filmografie
- 1964 A House Is Not a Home
- 1964 Roustabout
- 1965 A Swingin' Summer
- 1965 Do Not Disturb
- 1966 Sex Quartet
- 1966 The Queens
- 1966 Aventuri în preistorie[13]
- 1966 Călătorie fantastică (Fantastic Voyage), regia Richard Fleischer
- 1966 Loana (One Million Years B.C.)
- 1966 Shoot Loud, Louder... I Don't Understand
- 1967 The Oldest Profession
- 1967 Fathom
- 1967 Bedazzled
- 1968 Bandolero!
- 1968 The Biggest Bundle of Them All
- 1968 Lady in Cement
- 1969 100 de carabine (100 Rifles)
- 1969 Flareup
- 1969 The Magic Christian
- 1970 The Beloved
- 1970 Myra Breckinridge
- 1971 Hannie Caulder
- 1972 Bluebeard
- 1972 Fuzz
- 1972 Kansas City Bomber
- 1973 The Last of Sheila
- 1973 The Three Musketeers
- 1974 The Four Musketeers
- 1975 The Wild Party
- 1976 Mother, Jugs & Speed
- 1977  Prinț și cerșetor (Crossed Swords) a.k.a. the Prince and the Pauper (UK title)
- 1977 Animalul, (L'Animal)
- 1994 Un polițist cu explozie întârziată 33 1/3 (Cameo)
- 1998 Micul inventator
- 1998 What I Did for Love
- 2001 Legally Blonde
- 2006 Forget About It
- House of Versace (Film TV) Aunt Lucia

## Televiziune
- Bewitched (1964) sezonul 01, episodul 09 - "Witch Or Wife" – stewardesa
- The Virginian (1964) sezon 3, episodul 01, as saloon girl
- Raquel! (1970)
- Really Raquel (1974)
- NBC's Saturday Night Live (host, 24 aprilie 1976)
- The Muppet Show (1978)
- Mork & Mindy 2 Episodes (1979)
- From Raquel with Love (1980)
- The Legend of Walks Far Woman (1982)
- Right to Die (1987)
- Scandal in a Small Town (1988)
- Trouble in Paradise (1989)
- Tainted Blood (1993)
- Torch Song (1993)
- Hollyrock-a-Bye Baby (1993) (voice)
- Lois & Clark (Diana Stride) Season 2 Episode 35 "Top Copy" (1995)
- Sabrina, the Teenage Witch Episode #07 ("Third Aunt From the Sun") as Aunt Vesta (1996)
- Central Park West (1996–1997)
- Seinfeld (1997)
- Spin City (1997, 2000) 3 episodes
- Jim Brown: All-American (2002)
- American Family (2002–2004) 8 episodes
- 8 Simple Rules (2004)
- Welcome to The Captain (2008) 5 episodes
- CSI: Miami (2012) 1 episode "Rest in Pieces" as Vina Navarro

## Publicații
- Raquel Welch: Raquel: Beyond the Cleavage, Publisher: Weinstein Books (29 martie 2010), ISBN 978-1-60286-097-1